# Скреперна лебідка

Скреперна лебідка

Скреперна лебідка (від англ. to scrape — «скребти») — лебідка, призначена для доставки роздробленої гірничої маси по горизонтальних та похилих виробках шахт, а також переміщення сипких зернистих матеріалів на складах та навантаження їх в транспортні засоби.
Лебідки оснащують апаратурою дистанційного керування, що покращує техніко-економічні показники роботи установок, полегшує і робить безпечною працю машиніста. Привід лебідки звичайно електричний, рідше — пневматичний. Потужність двигуна становить 10…100 кВт, середнє тягове зусилля на робочому барабані — 7,5…80 кН, а канатомісткість — 45…155 м. Швидкість руху порожнього скрепера 1,48… 1,82 м/с, навантаженого — 1,08.. 1,32 м/с.
Приклад вітчизняної лебідки скреперної — лебідка ЛШС виробництва Ясинуватського машинобудівного заводу. Корисна потужність 14460 — 145820 Н.м.с-1 (11—110 кВт), середнє тягове зусилля на канаті 1100 — 78400 Н, швидкість робочого ходу 1,10—1,56 м/с, довжина каната 60—125 м, маса 795—5160 кг.